# Segregationsbarometern
Segregationsbarometern är ett webbaserat statistikverktyg som syftar till att minska och motverka segregation. Det ska ge användarna en samlad bild av Sveriges segregation. Det sker genom att mäta och följa segregationen, både inom olika samhällsområden och på olika geografiska nivåer: nationell nivå, länsnivå, kommunnivå, regionala statistikområden (RegSO) och demografiska statistikområden (DeSO). 
Verktyget togs ursprungligen fram på regeringens uppdrag 2020 av Delegationen mot segregation. Efter dess nedläggning 2023 administreras Segretationsbarometen av Boverket, som 2023 lanserade en uppdaterad version.
Personer och grupper bor på olika geografiska platser utifrån sina socioekonomiska förutsättningar som inkomst- och utbildningsnivå och berometern innehåller bland annat:
- Indikatorer, med tillhörande bakgrundsvariabler, vilka sorteras utifrån sex av myndigheten prioriterade statistikområden.
- Ojämlikhetsindex, som beskriver graden av segregation inom en kommun eller inom ett län och visar hur fördelningen är mellan den lägsta och den högsta inkomstgruppen inom en kommun eller ett län.
- Socioekonomiskt index som sammanväger indikatorerna låg ekonomisk standard, förgymnasial utbildning och andelen personer som har haft ekonomiskt bistånd i minst tio månader och/eller har varit arbetslösa längre än sex månader.
- Områdestyper, som delar in samtliga RegSO:n i fem grupper, där varje RegSO kategoriseras in i en områdestyp. Dessa utgår från det socioekonomiska indexet och beskriver de socioekonomiska förutsättningarna i ett RegSO. Antalet områdestyper är fem:
  - Områdestyp 1 – områden med stora socioekonomiska utmaningar
  - Områdestyp 2 – områden med socioekonomiska utmaningar
  - Områdestyp 3 – socioekonomiskt blandade områden
  - Områdestyp 4 – områden med goda socioekonomiska förutsättningar
  - Områdestyp 5 – områden med mycket goda socioekonomiska förutsättningar.

## Statistiklabb
För användaren finns ett statistiklabb där man kan undersöka en kommun eller ett län i taget utifrån flera olika indikatorer, exempelvis disponibel inkomst, bostadsyta och andel behöriga till gymnasieskolan. Det går även att lägga till bakgrundsvariabler som kön, ålder samt inrikes och utrikes födda.

## Tekniska detaljer
Segregationsbarometern bygger på innehållshanteringssystemet WordPress och innehåller flera statistikmoduler, många av dem använder statistikbiblioteket Chart.js. De flesta kartor som presenteras på webbplatsen är renderade med verktyget Mapbox och data hämtas från Statistiska centralbyrån. 